# Autumn Phillipsová
Autumn Patricia Phillipsová (rozená Kellyová; * 3. května 1978 Montréal, Québec, Kanada) je žena Petera Phillipse, syna princezny Anne a nejstaršího vnoučete královny Alžběty II. a prince Philipa, vévody z Edinburghu. Po absolvování McGillovy univerzity v roce 2002 se setkala v jejím rodném městě Montréalu v Québecu s Peterem Phillipsem. Jejich zasnoubení bylo oznámeno dne 28. července 2007 a vzali se v kapli sv. Jiří na hradu Windsor dne 17. května 2008. Mají dvě dcery. Pár se rozešel v září 2019.

## Mládí
Autumn, její dvojče Christopher „Chris“ a její starší bratr Kevin, se narodili v Montréalu v Québecu Kathleen „Kitty“ (rozené McCarthyové) a Brianovi Kellymu, jednateli energetické společnosti. Byla pokřtěna 18. června 1978 ve farním kostele Saint John Fisher a vyrůstala v Cedar Parku v Pointe-Claire v anglicky mluvící oblasti West Island v Montréalu. Její rodiče se rozvedli, když jí bylo osm, poté se její matka provdala za obchodního pilota Rona Magase a její otec se oženil s Lynne, se kterou má dvě děti, Jessicu a Patricka.
Rodina Autumn nadále žila v oblasti Pointe-Claire, kde navštěvovala římskokatolickou farní školu a poté St Thomas High School. V roce 2007 bylo odhaleno, že na St Thomas studovala po boku spolužačky a kamarádky, herečky Casey McKinnonové. Také zde vynikala ve sportu. Autumn pak navštěvovala McGillovu univerzitu. Během studia pracovala jako barmanka, modelka a herečka. Autumn promovala s titulem Bachelor of Arts ve východoasijských studiích v roce 2002, poté zahájila kariéru jako konzultantka v oblasti managementu.

## Svatba a rodina
Autumn se zúčastnila Grand Prix Kanady 2003, kde se během rozhovorů s Kanadskou bezpečnostní zpravodajskou službou setkala s Peterem Phillipsem, který v té době pracoval pro Williams F1. Až o šest týdnů později, když ho viděla v televizi, zjistila, že je vnukem královny Alžběty II. Poté se přestěhovala do Velké Británie, kde žila s Phillipsem v bytě v Kensingtonu v Londýně na statku Gatcombe Park. Před setkáním s Phillipsem přijala práci u americké počítačové firmy v Anglii a později pracovala jako osobní asistentka hlasatele Sira Michaela Parkinsona. Účastnila se také královských akcí, jako byla večeře v hotelu Ritz k příležitosti 80. narozenin královny.
Zasnoubení Autumn s Peterem Phillipsem oznámil Buckinghamský palác dne 28. července 2007 a královna následně dala souhlas se sňatkem po zasedání Soukromé rady Spojeného království dne 9. dubna následující rok. Takto to vyžaduje zákon o královských manželstvích z roku 1772.
Pár se vzal dne 17. května 2008 v kapli sv. Jiří na hradě Windsor za účasti 300 hostů. Obřad vedl David Conner, děkan z Windsoru, a svatební šaty navrhla Sassi Holfordová. Královská princezna při této příležitosti propůjčila Kellyové diadém, který dostala jako dárek v roce 1973 v Hongkongu, a Kelly měla od svého manžela náhrdelník a náušnice. Mezi jejích šest družiček patřila Zara Phillips, sestra jejího manžela. Než šel pár na recepci do Frogmore House, měl kočárový průvod. V roce 2010 se vrátili do Londýna poté, co žili v Hongkongu, kde Peter Phillips pracoval v Royal Bank of Scotland, kde vedl její sponzorské aktivity v oblasti sportu.
V únoru 2020 Autumn a Peter Phillips potvrdili, že se roku 2019 rozešli a že se chtějí rozvést. Ve veřejném prohlášení bylo řečeno, že jak Autumn, tak Peter Phillips zůstávají v Gloucestershire, aby vychovávali své děti. Rozvod bude prvním v královské rodině za posledních deset let a poprvé se rozvede vnuk královny Alžběty II.

### Děti
Jejich první dítě a královnino první pravnouče, Savannah, se narodila 29. prosince 2010 v královské nemocnici v Gloucestershire. S dvojím občanstvím je dítě prvním kanadským občanem, který je v řadě následnictví trůnu Commonwealth realms. V sobotu 23. dubna 2011 se v kostele Svatého Kříže ve městě Avening v Gloucestershire poblíž domu královské princezny v parku Gatcombe Park konal křest.
Pár v říjnu 2011 oznámil, že čeká své druhé dítě. Dne 29. března 2012 v královské nemocnici v Gloucestershire porodila Autumn další dívku jménem Isla Elizabeth. V neděli 1. července 2012 byla Isla pokřtěna v kostele sv. Mikuláše v Cheringtonu v Gloucestershire.